# Ratibor
Ratibor je mužské křestní jméno slovanského původu, jehož význam je „rád bořící“. Podle českého kalendáře má svátek 9. srpna spolu s Romanem, jelikož však nemají společný význam ani původ, začíná se častěji připisovat k 9. květnu, kdy slaví svátek Ctibor. Varianta jména se objevuje se v příjmení Ratiborský.
Domácké varianty: Ráťa, Rátík, Ráťula, Ratiborek, Ratek, Rabča, Rabík, Ratibořík, Bořík, Bory.

## Známí nositelé jména
- Ratibor Majzlík – Demokratická unie